# 水金花
水金花（学名：Callicarpa salicifolia）是马鞭草科紫珠属的植物，是中国的特有植物。分布于中国大陆的云南、四川等地，生长于海拔100米至650米的地区，多生在山坡林中，目前尚未由人工引种栽培。